# MC-battle
MC-battles zijn wedstrijden waarbij het de bedoeling is dat twee hiphop-MC's elkaar verbaal door middel van rap proberen belachelijk te maken. Dit kan zomaar gebeuren wanneer bepaalde rappers een vete willen uitvechten op straat of op een podium, maar er worden ook speciale toernooien voor georganiseerd, bijvoorbeeld Punch Out Battles. Battles zijn altijd al een deel geweest van hiphop, maar na het uitkomen van de film 8 Mile is de belangstelling voor battles enorm gegroeid.

## Regels
Ondanks dat er verschillende varianten zijn van MC-battles, worden toch vaak deze algemene regels nageleefd:
- Beide MC's rappen op dezelfde beat, maar het kan ook zonder beat. Deze wordt gekozen door de dj.
- Alles mag, mits stijlvol en zonder fysiek contact.
- Bij fysiek contact volgt onmiddellijke diskwalificatie.
- De host, dj en organisatie hebben het recht de battle te stoppen wanneer de zaken op het podium en/of in de zaal uit de hand dreigen te lopen.
- Bij twijfel wordt de battle opnieuw gedaan.
- Het publiek of de jury bepaalt welke MC doorgaat en wint.

Een MC wordt geacht altijd door te gaan met rappen. Het ergste wat een entertainer kan gebeuren, is dat hij of zij stilvalt. Dit stilvallen wordt aangeduid met de term "choken". Dit leidt bij veel battles tot een directe strafmaatregel. Wanneer een MC "choket", gaat zijn ronde verstek en begint de ronde van de tegenstander.

## Nederlandse MC-battles

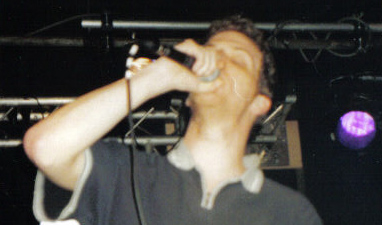
Klopdokter, tweevoudig kampioen GDMW.

De Nederlandse battle rap werd groot toen het toernooi Geen Daden Maar Woorden (GDMW) in 2001 voor het eerst het 'Nederlands Kampioenschap Freestyle' organiseerde. Samen met het Amsterdamse toernooi SPITT was GDMW tot 2004 het hoogste haalbare niveau in Nederland. In die periode werd de battle-wereld gedomineerd door rappers als Klopdokter, Lange Frans, Bolle Tim, Raymzter, Excellent, Jiggy Djé en in een later stadium door Kimo.
GDMW en SPITT stopten en werden in 2005 vervangen door het toernooi Freestyle voor de GRAP. De Amsterdamse battle-MC Surya wist het toernooi tweemaal achter elkaar te winnen en was in de jaren erna een van de succesvollere rappers in de battle rap.
Rond die tijd verschenen de eerste battles op de nationale televisie. The Box zond een serie battles uit in het programma Urban Lifestyle en in 2005 kwam het programma DeBattle op de NPS.
Er was een korte periode van stilte in de Nederlandse battle wereld, totdat rapper Excellent in 2010 de PunchOutBattles opzette. Bij dit toernooi is het de bedoeling dat de rappers zich voorbereiden op hun tegenstanders. Het toernooi werd een succes en stond in 2016 negende op de lijst van wereldwijd ‘Highest Viewed Leagues’.

## Amerikaanse MC-battles
Ook in de Verenigde Staten vinden veel MC-battles plaats. Veel deelnemers maken naast de battles ook muziek en zien battles als een manier om zich zelf te presenteren aan een nieuw publiek en hopelijk ook een nieuwe afzetmarkt voor hun albums en ep's. Ook worden er battles gehouden voor "mainstream" commerciële doeleinden, zoals voor televisie. De sfeer is hier anders en zachter dan tijdens battles die plaatsvinden in de battle league's. Tegenwoordig worden er ook vaak acapellabattles georganiseerd, zoals PunchOutBattles in Nederland. De voornaamste league in Amerika heet Grind Time en biedt net als Punch Out Battles een royaal assortiment aan battles die op YouTube terug te zien zijn. De Canadese League KOTD (King of the Dot) is momenteel het hoogst haalbare platform voor internationale battle-MC's.
KOTD neemt al sinds begin 2012 alle promotionele en organisatorische taken voor het Amerikaanse GRIND TIME waar.
Grind Time is een cabareteske league waarin het draait om de woordspelingen en verhaalbogen. De SMACK en URL leagues concentreren zich meer op "gunrhymez" en intimiderende "delivery".
Rappers zoals Eminem maakte voor het behalen van mainstream succes in muziek al deel uit van de Amerikaanse battle rap cultuur.
Momenteel hebben *THE SAURUS en *Illmaculate de meeste internationale titels op hun naam.
Veel Amerikaanse GrindTime MC's reizen rond van league naar league. Zo heeft *Dizaster de Punch Out-league vereerd met een bezoek in 2011 en 2012. Ook bij de Britse league DONT FLOP en de Duitse league FUER ÜBER DEUTCHLAND komen vaak Amerikaanse MC's hun krachten met de Europese favorieten meten. *Dirtbag Dan heeft zelfs op de Filipijnen zijn opwachting gemaakt in de FLIPTOP-league.
Dankzij ontwikkelingen als Twitter en YouTube kunnen MC's en Battle-leagues nu makkelijker met elkaar in contact komen. Er vindt veel onderlinge uitwisseling van kennis en artiesten plaats in de internationale battlewereld.

## Het verloop van een MC-battle
In een MC-battle is het de bedoeling de ander af te troeven met spitsvondige rijmconstructies. Battleteksten kunnen op verscheidene manieren worden samengesteld.
Sommige MC's kiezen voor een punchline-aanpak. Een punchline is een grappige boodschap of komisch verwoorde dubbelzinnigheid aan het einde van een rijmzin.
Een andere wijze van battelen omhelst het vertellen van een verhaallijn met clou terwijl er voortdurend op hetzelfde patroon van meervoudige lettergrepen wordt gerijmd.
Er zijn ook MC's die van "reruns" en "stop/pause lines" houden. Bij een "rerun" herhaalt een rapper dezelfde zin twee keer
en legt hij de klemtoon de tweede keer anders, zodat er een dubbelzinnigheid in doorklinkt.
Bij een "stop/pause line" maakt een rapper een rijmende aanloop naar een situatieschets en vergelijkt hij zijn tegenstander of zichzelf vervolgens met een persoon, locatie of gebeurtenis die in relatie staat tot het onderwerp van de line. Deze vergelijking wordt pas geleverd na een korte adempauze, zodat de spanning onder het publiek extra stijgt.
Elk toernooi heeft andere regels. Bij sommige is het de bedoeling uitsluitend te freestylen en bij andere dat de battler zich degelijk voorbereidt op de tegenstander.
Bij freestyle-battles is het de bedoeling om met zo veel mogelijk geïmproviseerde teksten de tegenstander te verslaan. Sommige MC's hebben al wat grapjes klaar, anderen doen alles uit het hoofd.
Bij voorgeschreven battles zijn de deelnemers geruime tijd voor de battle al ingelicht over de te treffen tegenstander. Er wordt verwacht dat er een ingestudeerde show wordt gegeven in de vorm van een battle. Beide MC's hebben in het geheim specifiek op elkaar afgestemde rondes voorbereid.
MC's nemen het solo of in duo beurtelings op tegen hun tegenstander(s). Doorgaans worden er bij a-capellabattles 3 rondes van een minuut per team verdeeld. Bij battles met muzikale ondersteuning wordt er vaak met 2 rondes van 16 maten per deelnemer gewerkt. Afhankelijk van de snelheid van de beat duurt dit tussen de 40 en 60 seconden per ronde.
Aan het eind van de battle wordt de winnaar bepaald door een jury of het publiek of een combinatie daarvan. MC's worden beoordeeld op:
- De vloeiende woordkeuze en muzikaliteit (flow)
- De overdracht verbaal en theatraal (delivery)
- Timing
- Crowdcontrol
- Textuele inhoud

Gebruikelijke prijzen bij battles zijn:
- Geldprijzen
- Goodiebags
- Studiotijd.

## Jargon
Battle-MC's en juryleden houden er een eigen taaltje op na.
Hieronder een verklarende woordenlijst:
- een 16 – zestien maten om op te rappen
- bar – maat
- barz – kan teksten of maten aanduiden
- battle – rap-duel
- beef – slepend conflict
- bodybag – overduidelijke zege
- call-out – uitdaging op video of muziek
- choken – wanneer een rapper niet uit haar of zijn woorden komt
- delivery – theatrale welbespraaktheid en projectie
- diss – uiting van disrespect
- flow – gevoel voor muzikaliteit in timing en zinsopbouw
- freestyle – voornamelijk geïmproviseerde rapvorm, al dan niet onvoorbereid
- OT – over time
- premed – punchline die niet ter plekken is bedacht
- punchline – grap aan het einde van een rijmzin
- scotten – het aangedikt negeren of afslaan van een externe vraag om aandacht
- wack – voor de hand liggend/niet leuk/saai/clichématig/slecht